# Ferrières-en-Gâtinais
Ferrières-en-Gâtinais ist eine französische Gemeinde mit 3794 Einwohnern (Stand 1. Januar 2022) im Département Loiret in der Region Centre-Val de Loire. In Urkunden des Mittelalters lautete der Name auch Monasterium Bethlehem sive Ferrariarum, später – bis zum Jahr 2001 – hieß der Ort einfach Ferrières.

## Lage
Ferrières-en-Gâtinais liegt am Flüsschen Cléry, einem Nebenfluss des Loing und liegt etwa 105 Kilometer südöstlich von Paris und ca. 100 Kilometer nordöstlich von Orléans. Die nächstgelegene größere Stadt ist Montargis (etwa 14 Kilometer südlich).

## Bevölkerungsentwicklung
| Jahr      | 1968 | 1975 | 1982 | 1990 | 1999 | 2006 | 2018 |
| Einwohner | 1473 | 1806 | 2367 | 2896 | 3045 | 3296 | 3691 |

Das anhaltende Bevölkerungswachstum der Kleinstadt in den letzten Jahrzehnten hat viel damit zu tun, dass Ferrières am Schnittpunkt dreier Autobahnen (A 6, A 19 und A 77) liegt.

## Wirtschaft
Aufgrund der günstigen Verkehrsanbindung (es gibt auch einen Bahnhof an der Strecke Paris – Montargis) und günstiger Grundstückspreise haben sich in der im Jahre 1970 geschaffenen Zone Industrielle von Ferrières verschiedene kleinere und mittelständische Unternehmen angesiedelt.
Seit dem 13. Jahrhundert spielte die Safrangewinnung eine wichtige Rolle im Leben der hier ansässigen Bevölkerung; es ist bekannt, dass Ludwig XIV. den Safran aus dem Gâtinais hoch schätzte. Ende des 20. Jahrhunderts wurde die Safranproduktion – teilweise auch aus touristischen Gründen – wiederbelebt. Außerdem gab es bis ins 19. Jahrhundert hinein am Ortsausgang mehrere Gerbereien.

## Geschichte
Steinzeitliche Funde aus der Gegend um Ferrières zeigen, dass das Gebiet bereits in prähistorischer Zeit von Jägern und Sammlern durchstreift wurde. In der Antike lag Ferrières am sogenannten Chemin de César, einer wichtigen Ost-West-Verbindung in der Mitte Frankreichs.
Es war also bereits ein bekannter und wichtiger Platz, an dem die Mönche des frühen Mittelalters ihr Kloster gründeten, welches dann zum Kern der allmählich sich entwickelnden Ortschaft wurde. Während die Abtei in ihren Entscheidungen weitestgehend unabhängig war, war die ehemalige Pfarrei St-Eloy von Ferrières dem Erzbistum Sens im Norden Burgunds unterstellt. Seit dem Jahr 1802 gehört Ferrières zum Bistum Orléans.

## Sehenswürdigkeiten

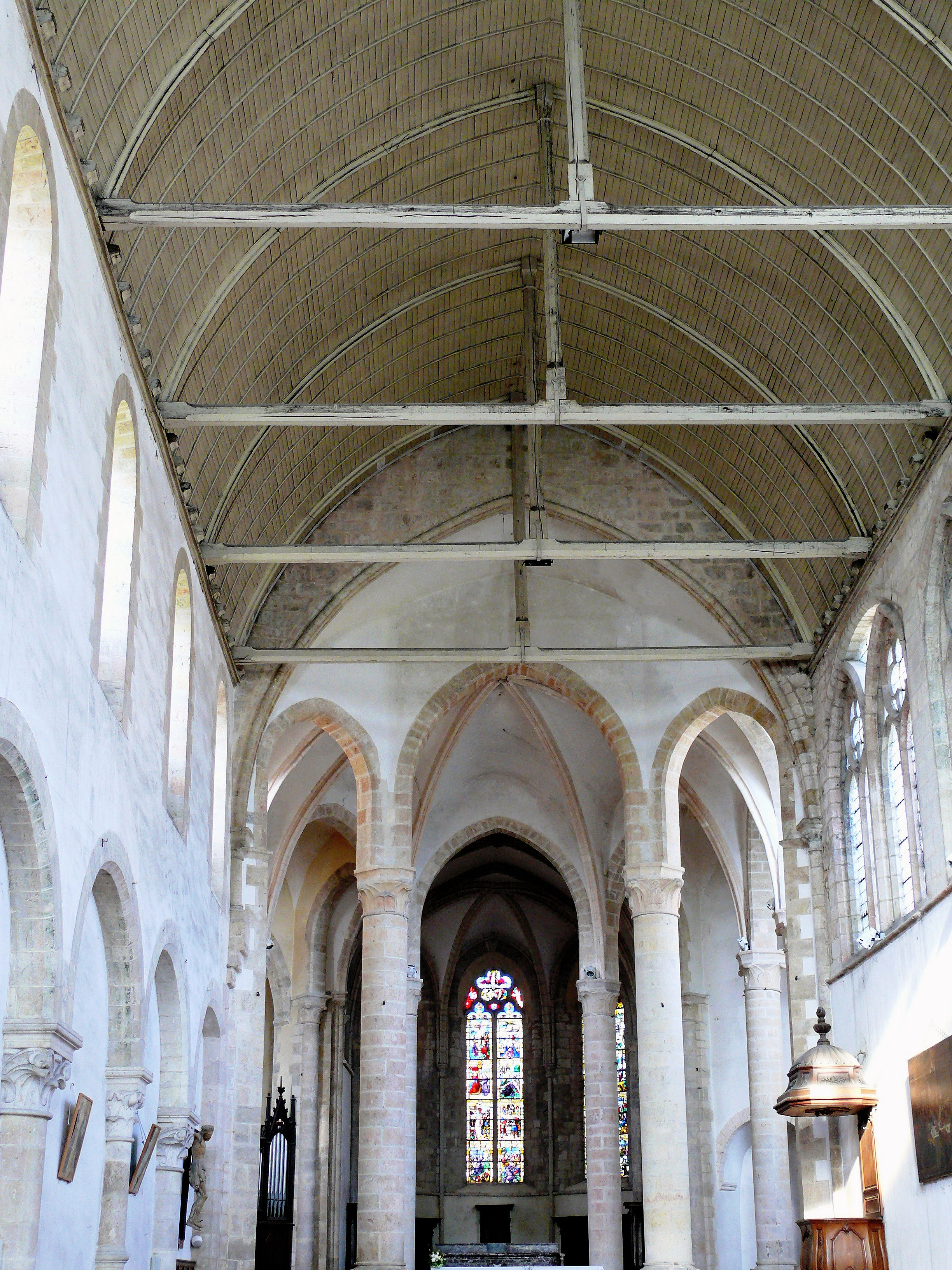
Langhaus, Vierung und Chor

- Abbaye Saint-Pierre-et-Saint-Paul: Die Geschichte der Abtei geht angeblich zurück auf den Bau einer Basilika durch den Frankenkönig Chlodwig I. (466–511), von der jedoch weiter nichts bekannt ist. Sicher ist, dass im 7. Jahrhundert Schüler des Hl. Columban hier ein Kloster gründeten. Die Karolinger-Könige Ludwig III. († 882) sowie sein Bruder Karlmann († 884) wurden hier im Jahre 879 durch den Erzbischof von Sens gekrönt – der eine zum König von Franzien und Neustrien, der andere zum König von Aquitanien und Burgund. Der heutige Bau ist das Ergebnis mehrerer Umbau- und Neubauversuche; er entstammt jedoch im Wesentlichen dem 12. (Langhaus) und 13. Jahrhundert (Vierung und Chor). Während das ehemals dreischiffige Langhaus nach Zerstörungen durch die Engländer im Hundertjährigen Krieg (1337–1453) und durch die Protestanten in den Hugenottenkriegen (1562–1598) nur noch einschiffig ist und in einem Holzgewölbe mit Zugankern abschließt, sind der imposante oktogonale, d. h. als Zentralbau gestaltete, Vierungsbereich und der Chor mit gotischen Rippengewölben ausgestattet. Die Südwand des Langhauses wurde während des 15. Jahrhunderts mit spätgotischen Maßwerkfenstern versehen. Aus dem 16. Jahrhundert stammt die original erhaltene Verglasung der Fenster in der Ostapsis.

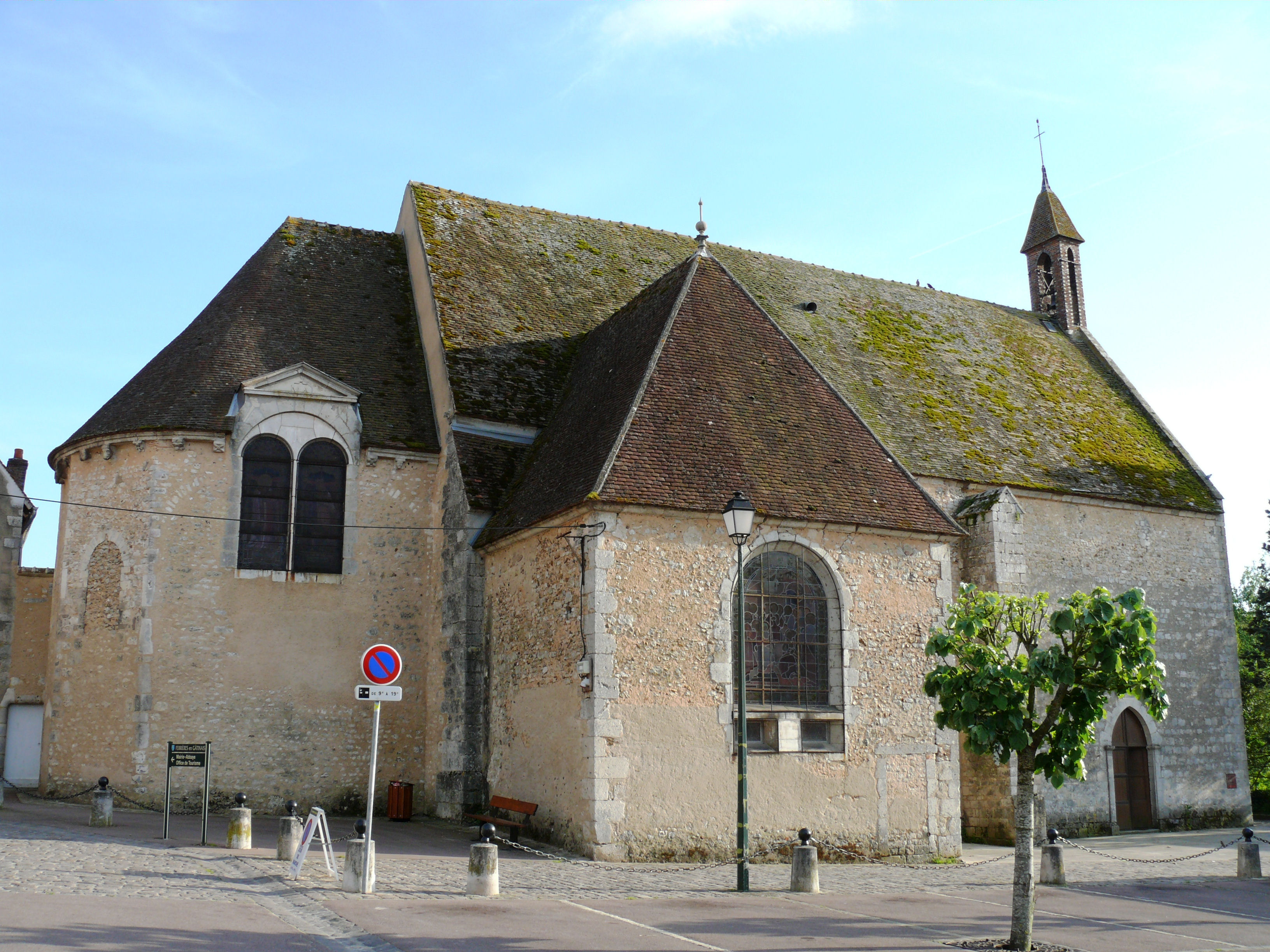
Notre-Dame-de-Bethléem

- Église Notre-Dame-de-Bethléem: Die Kirche gehört ebenfalls zum ehemaligen Abteibezirk; sie entstammt dem 12. Jahrhundert und hat die Zeiten besser überstanden als die unmittelbar benachbarte Abteikirche. Im Äußeren schmucklos und im Inneren nur einschiffig hat sie einen schönen Altar aus dem 17. Jahrhundert von Gilles Guérin, in welchem die Missionare St-Savinien, St-Potentien und St-Altin – die Begleiter und Schüler des Hl. Columban und angeblichen Gründer des Klosters – dargestellt sind. Der ehemalige Westturm der Kirche ist im Jahr 1839 wegen Baufälligkeit eingestürzt.
- Grange aux dîmes: Nördlich des Kirchturms der Abteikirche schließt sich eine Zehntscheune an, in welcher im Mittelalter und auch in späterer Zeit bis zur Französischen Revolution die Abgaben der leibeigenen Bauern in Empfang genommen und gelagert wurden.

## Bedeutung
Die Abtei von Ferrières gehörte im Mittelalter aufgrund ihrer langen und königlichen Geschichte zu den wichtigsten Klöstern Frankreichs; mehrere Päpste hielten sich dort zeitweise auf und ihr Skriptorium war im damaligen Europa weithin bekannt. Durch das Ausbleiben der Pilger infolge der vielfältigen Kriegszerstörungen sank ihr Ruhm jedoch in Vergessenheit, so dass sie heute nur noch wenigen bekannt ist. Durch ihr ungewöhnliches Vierungsoktogon steht sie möglicherweise in architektonischer Verbindung zur Pfalzkapelle Karls des Großen in Aachen und zur etwa 350 Kilometer entfernten Abtei Charroux.